# Toirdhealbhach
Toirdhealbhach  è un nome proprio di persona irlandese maschile.

## Varianti
- Maschili: Tairrdelbach, Turlough (forma anglicizzate)[1]

### Varianti in altre lingue
- Scozzese: Teàrlach[2]
  - Femminili: Teàrlag[2]

## Origine e diffusione
Si basa sul termine gaelico toirdhealbh, "incitamento", "incoraggiamento", e significa quindi "istigatore".
Il nome Terence venne usato in Irlanda come forma anglicizzata di Toirdhealbhach mentre, viceversa, la forma scozzese Teàrlach viene usata in Scozia come variante di Carlo.

## Onomastico
L'onomastico si può festeggiare in memoria del beato Terrence Albert O'Brien, il cui vero nome era Toirdhealbhach Albert Ó Briain, vescovo e martire a Limerick, commemorato il 30 ottobre (precedentemente il 20 giugno).

## Persone

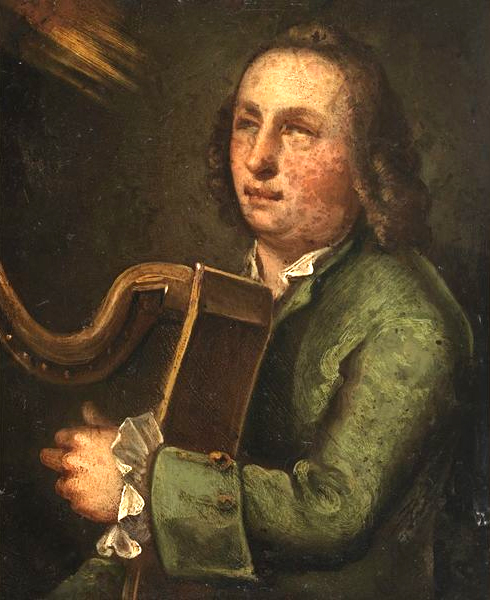
Turlough O'Carolan

- Toirdhealbhach Ua Briain, sovrano supremo irlandese
- Toirdhealbhach Ua Conchobhair, re del Connacht e sovrano supremo irlandese

### Variante Turlough
- Turlough O'Carolan, arpista irlandese
- Turlough O'Connor, calciatore e allenatore di calcio irlandese